# ヴァレリー・サウレー
ヴァレリー・サウレー（Valerie Saurette、1975年7月23日 - ）は、カナダケベック州グランビー出身の女性フィギュアスケート選手で現在はフィギュアスケートコーチ兼振付師。2001年ネーベルホルン杯2位。パートナーはジャン＝セバスチャン・フェクトーなど。

## 経歴
ケベック州のグランビーに生まれ、8歳のころにスケートを始めた。当初は女子シングルとペアを掛け持ちし、シングル選手としてはカナダ選手権ジュニアクラスで6位になったことがあるという。ペア選手としては、スティーブン・イング、イアン・コノリーとのペアを経て1995年よりジャン＝セバスチャン・フェクトーとペアを結成。以降はペアに専念することになる。
1998年カナダ選手権で3位となり、翌1998-1999年シーズンよりISUグランプリシリーズに参戦を果たした。1999年カナダ選手権でも2年連続の3位となり、創設されたばかりの1999年四大陸選手権は4位、初出場の1999年世界選手権では13位となる。
2000年カナダ選手権で3年連続の3位となったものの、翌2001年カナダ選手権では6位に終わった。ソルトレイクシティオリンピックを控えた2001-2002年シーズン、カナダ選手権で5位となりオリンピック出場は叶わなかった。シーズン終了後にジャン＝セバスチャン・フェクトーとのペアを解消し、のちに引退。引退後はフィギュアスケートコーチ兼振付師として活動している。

## 主な戦績
| 大会/年            | 1995-96 | 1996-97 | 1997-98 | 1998-99 | 1999-00 | 2000-01 | 2001-02 |
| ------------------ | ------- | ------- | ------- | ------- | ------- | ------- | ------- |
| 世界選手権         |         |         |         | 13      |         |         |         |
| 四大陸選手権       |         |         |         | 4       | 6       |         |         |
| カナダ選手権       | 8       | 9       | 3       | 3       | 3       | 6       | 5       |
| GPスケートアメリカ |         |         |         |         |         |         | 7       |
| GPスケートカナダ   |         |         |         |         | 6       |         |         |
| GPラリック杯       |         |         |         | 6       | 8       |         |         |
| GPスパルカッセン杯 |         |         |         | 5       |         |         | 4       |
| GPNHK杯            |         |         |         |         | 6       |         |         |
| ネーベルホルン杯   |         |         |         |         |         |         | 2       |